# Anoba voissati
Anoba voissati är en fjärilsart som beskrevs av Pierre E.L. Viette 1970. Anoba voissati ingår i släktet Anoba och familjen nattflyn. Inga underarter finns listade i Catalogue of Life.